# One Day (сингл Monsta X)
«One Day» (с англ. — «Один день») — английский сингл южнокорейского хип-хоп бойз-бэнда Monsta X. Сингл вышел 10 сентября 2021 года и получил экранизацию в виде клипа, сингл вышел на лейбле Intertwine в сотрудничестве с Starship Entertainment.

## Выпуск и продвижение
1 сентября 2021 года в официальном Твиттер-аккаунте Monsta X был опубликован твит, где была фотография с надписью «Wish you the best with somebody new, But they’ll never love ya like I do», 9 сентября 2021 года на официальном YouTube-канале вышел видео-тизер клипа. 10 декабря трек вошел во второй английский и студийный альбом The Dreaming.

### Видеоклип
Клип на песню «One Day» вышел 10 сентября 2021 года в один день с выходом самого сингла. Клип длится 2 минуты, 37 секунд. В самом клипе участники группы находятся в разных комнатах пустого дома. В одной из комнатах мерцают телевизоры, в столовой комнате разбиваются бокалы и застывают в воздухе. В конце клипа шесть участников группы стоят на автостоянке и смотрят на взрывающиеся фейерверки в ночном небе.
Владислав Шеин, рецензент музыкального издания ТНТ Music отметил, что «разбитое стекло передаёт всплеск эмоций, вызванных воспоминаниями о потерянной любви, а многочисленные циферблаты часов, полароидные снимки и VHS-кассеты обозначают ретроспективный взгляд в прошлое».

Участники группы смотрят на взрывающиеся фейерверки в ночном небе

### Выступления
11 сентября 2021 года группа выступила с песней на мероприятии MTV Fresh Out, 15 октября на мероприятии K-Pop World Festival, 13 декабря на американском утреннем шоу Good Morning America.

## Запись
Минхёк поделился тем, что благодаря опыту с первого англоязычного альбома All About Luv было записывать легче. Им Чангюн сказал, что группа обращает внимания на произношение, чтобы трек стал более ясным, Ли Чжухон передал, что песня соответствует эмоциям участников группы и они старались быть искренними, когда пели её, Ю Кихён выразил благодарность в помощи других людей в работе над композицией.

#### Участники записи
- Monsta X — вокал
- Сэмюэл Энтони Клемпнер — автор слов, продюсирование
- Джейк Дэвис — автор слов, продюсирование
- Елена Челси — автор слов
- Майкл Фриман — звукорежиссёр
- Рэнди Меррилл — звукорежиссёр[12]

## Восприятие

### Реакция критиков
По мнению Владислава Шеина из ТНТ Music релиз — «лиричная брейкап-песня», Руслан Тихонов из того же издания сказал, что «Monsta X поют о болезненных чувствах от потери близкого человека». Старр Боуэнбэнк из Billboard отметил, что мелодия — «интроспективная и меланхоличная». По мнению Джэха Ким из Chicago Tribune в треке «грустная лирика компенсируется гипнотической музыкой, которая откровенно говоря, является бопом» далее рецензент добавляет, что в треке «есть великолепные гармонии, а также душераздирающие тексты, которые могут заставить слушателя всхлипнуть от сочувствия».

#### Собственное мнение исполнителей
Один из исполнителей трека Им Чангюн сказал, что «Наши корейские альбомы очень энергичны и мощны, и [One Day] показывает другую сторону Monsta X».

### Коммерческий успех
Трек дебютировал в чарте iTunes в тридцать одной стране мира. Также трек попал на двадцать седьмое место в чарте Billboard Mexico Ingles Airplay, на тридцатое место в Pop Airplay.

### Попадание в списки
| Критик/публикация | Список                            | Позиция    | Источник |
| ----------------- | --------------------------------- | ---------- | -------- |
| Teen Vogue        | «54 лучших K-pop песен 2021 года» | Нет данных | [ 14 ]   |

## Трек-лист
| №                   | Название                 | Авторы                                            | Длительность |
| ------------------- | ------------------------ | ------------------------------------------------- | ------------ |
| 1.                  | «One Day»                | Chelsea Lena, Jake Davis, Samuel Anthony Klempner | 2:26         |
| 2.                  | «One Day (Instrumental)» | Chelsea Lena, Jake Davis, Samuel Anthony Klempner | 2:26         |
| Общая длительность: | Общая длительность:      | Общая длительность:                               | 4:52         |

## Чарты
| Чарты (11 сентября, 2021 год) | Высшая позиция |
| ----------------------------- | -------------- |
| Фиджи (iTunes)                | 1              |
| Фиджи (Apple Music)           | 18             |
| Панама (iTunes)               | 1              |
| Парагвай (iTunes)             | 1              |
| Аргентина (iTunes)            | 2              |
| Румыния (iTunes)              | 2              |
| Чили (iTunes)                 | 3              |
| Колумбия (iTunes)             | 3              |
| Мексика (iTunes)              | 3              |
| Филиппины (iTunes)            | 3              |
| Сингапур (iTunes)             | 4              |
| Монголия (iTunes)             | 4              |
| Сальвадор iTunes)             | 5              |
| Малайзия (iTunes              | 5              |
| Таиланд (iTunes)              | 6              |
| Бразилия (iTunes)             | 7              |
| Перу (iTunes)                 | 7              |
| Швеция (iTunes)               | 11             |
| Чехия (iTunes)                | 14             |
| Индонезия (iTunes)            | 14             |
| Финляндия (iTunes)            | 19             |
| Польша (iTunes)               | 30             |
| Беларусь (iTunes)             | 31             |
| Вьетнам (iTunes)              | 32             |
| Турция (iTunes)               | 36             |
| США (iTunes)                  | 41             |
| Тайвань (iTunes)              | 41             |
| Индия (iTunes)                | 45             |
| Австрия (iTunes)              | 60             |
| Испания (iTunes)              | 60             |
| Канада (iTunes)               | 72             |
| Россия (iTunes)               | 80             |